# Vittorio Giannini
Vittorio Giannini (Filadelfia, 1903 – New York, 1966) è stato un musicista statunitense.
Figlio del tenore Ferruccio Giannini e della violinista Antonietta Briglia e fratello del soprano Dusolina Giannini e dell'insegnante di canto Eufemia Giannini-Gregory.
Allievo della Juilliard School di New York, compose molta musica da camera, ma anche opere teatrali. 